# Johannes Hoeffel
Pour les articles homonymes, voir Hoeffel.
Johannes Hoeffel (Jean Hoeffel en français) est né le 5 mars 1850 à Altweier et décédé le 15 novembre 1939 à Bouxwiller (Bas-Rhin). Il est médecin, maire de Bouxwiller et député au Reichstag, la basse assemblée du Deuxième Reich allemand. Il est notablement président de la Chambre-Haute du Landtag d'Alsace-Lorraine à partir de 1917.

## Parcours de formation: médecin et homme politique
Jean Hoeffel fréquente le Gymnase protestant de Strasbourg et de 1867 à 1872 la Faculté de Médecine de cette même ville. Il devient médecin assistant à l'Hôpital civil de Strasbourg, puis médecin successivement à Ars-sur-Moselle (1872-1873), puis à Bouxwiller (1873-1888) et dans l'arrondissement de Saverne.
Il est membre du consistoire supérieur de l'Église de la Confession d'Augsbourg d'Alsace et de la Lorraine (1885-1918).
Il mène conjointement une carrière politique, qui le conduit à avoir plusieurs mandats électifs, comme maire de Bouxwiller (1887-1918), comme élu au Bezirkstag de la Basse-Alsace, actuel conseil général du Bas-Rhin, pour le canton de Bouxwiller (1888-1897), comme élu au Landesausschusses, (Basse Assemblée de la province allemande d'Alsace-Lorraine) (1892-1911), puis, à partir de 1898, comme membre du Staatsrats. Entre 1911 à 1918, il est élu à la Chambre Basse du Landtag d'Alsace-Lorraine, institution législative provinciale qui succède au Landesausschusses. Il est député au Reichstag de Berlin pour la circonscription de Saverne en tant que membre du parti conservateur Deutsche Reichspartei (1890-1912). Il est l'un des deux membres alsaciens de la commission du Reichstag chargée d’examiner le projet de loi portant sur la Constitution de l’Alsace-Lorraine, en 1911.
Après le retour de l'Alsace à la France, il est quelque temps interné et éloigné de Bouxwiller.
Jean Hoeffel est décoré de la médaille de 3e classe de l'Ordre de l'Aigle rouge, un ordre de chevalerie prussien. Il a également reçu la 2e classe de l'Ordre de la Couronne de Prusse.

## Postérité
- Une rue à Bouxwiller (Bas-Rhin) porte son nom.